# Русакова Таїсія Андріївна
Таїсія Андріївна Русакова (нар. 2 жовтня 1943, Кіровська область, Російська Федерація) — українська радянська діячка, доярка радгоспу імені 60-річчя Радянської України Мар'їнського району Донецької області. Депутат Верховної Ради СРСР 11-го скликання.

## Біографія
Закінчила семирічну школу. У 1958—1965 роках — поштар, робітниця радгоспу Кіровської області РРФСР.
У 1965—1968 роках — робітниця садівничої бригади, доярка радгоспу «Маріупольський» Донецької області.
З 1968 року — доярка радгоспу імені 60-річчя Радянської України Мар'їнського району Донецької області.
Закінчила вечірню середню школу. Освіта середня спеціальна. Без відриву від виробництва закінчила зоотехнічне відділення Донецького радгоспу-технікуму.
Член КПРС з 1976 року.
Потім — на пенсії в селищі міського типу Луганському Мар'їнського району Донецької області.

## Нагороди
- орден Леніна
- орден Трудового Червоного Прапора
- медаль «За трудову відзнаку»
- медалі